# Unternehmen Seelöwe

Plan des Unternehmens Seelöwe

Das Unternehmen Seelöwe war der Deckname einer deutschen Militäroperation für die im Zweiten Weltkrieg von der Wehrmacht vorbereitete, aber nicht verwirklichte Invasion Großbritanniens.

## Vorgeschichte

### Erste Planungen
Zum ersten Mal taucht eine Landung in England als Möglichkeit in den schriftlichen Dokumenten der Stäbe der Wehrmacht Anfang August 1939 auf, rund einen Monat bevor Großbritannien Deutschland als Reaktion auf den deutschen Überfall auf Polen den Krieg erklärte (3. September 1939). In einer „Studie für den Luftkrieg gegen England“ der Luftwaffe ist am 7. August 1939 als letzter Punkt der Liste „Zielsetzung der Luftkriegführung gegen England in der Endlösung“ vermerkt: „6. Die Drohung mit der Invasion und ihre Durchführung im Rahmen größerer kontinentaler Operationen der gesamten Wehrmacht, um die letzte Widerstandskraft des Gegners durch Besetzung größerer Landesteile zu brechen.“ Da es davor keinerlei Vorbereitungen für Amphibische Landungsoperationen an verteidigten Küsten gegeben hatte, begannen die Planungen bei Null. Armee und Marine hatten weder spezialisierte Landungsfahrzeuge noch Erfahrungen mit den kommunikativen und logistischen Herausforderungen eines derart komplexen Vorhabens.
Der Oberkommandierende der Kriegsmarine, Erich Raeder, befahl am 15. November 1939 eine „Überprüfung der unter bestimmten Voraussetzungen weiterer Kriegsentwicklung gegebenen Möglichkeiten einer Invasion Englands“, nachdem tags zuvor das Oberkommando der Wehrmacht (OKW) die Einbeziehung des südlichen Hollands in den geplanten Westfeldzug beschlossen hatte; mit der Einnahme des Rheindeltas würden günstige Möglichkeiten zum Sammeln und Ausrüsten einer Landungsflotte in deutsche Hände fallen, die zudem deutlich weniger weit von England entfernt wären als die Deutsche Bucht. Eine Studie des Operationsoffiziers der Kriegsmarine, Korvettenkapitän Hansjürgen Reinicke, welche er im November 1939 verfasst hatte, stellte die vielfältigen Schwierigkeiten einer Landungsflotte für eine mögliche Invasion fest, wobei als Haupthindernisse die britische Flotte, zu der Zeit die stärkste der Welt, und die britische Luftwaffe angesehen wurden. Das Niederringen beider Streitkräfte, so die Schlussfolgerung, werde „höchstwahrscheinlich gleichzeitig das völlige Zusammenbrechen des Widerstandswillens dieses Landes im Gefolge haben, so dass eine Landung und Besetzung… kaum notwendig wird“. Trotzdem wäre laut dieser Studie „ein Landungsunternehmen im großen Stil über die Nordsee unter den vorerwähnten Voraussetzungen ein mögliches Mittel, die Friedensbereitschaft des Feindes zu erzwingen.“ Reinicke überarbeitete später noch mal seine Studie.
Im Heer begann Anfang Dezember 1939 die Planung für eine Invasion Englands. Am 6. Dezember forderte Generalstabschef Franz Halder Karten von England an. Am 13. Dezember lag eine Ausarbeitung des Heeres vor, die eine Landung an der südlichen Nordseeküste Englands (East Anglia) von der Deutschen Bucht aus vorsah. Der Entwurf wurde im Anschluss der Kriegsmarine und der Luftwaffe zur Beurteilung der Realisierbarkeit übersandt. Im Auftrag heißt es, durch den Oberbefehlshaber des Heeres, Walther von Brauchitsch, sei „die Untersuchung der Möglichkeiten einer Landung in England angeordnet worden. Das Ergebnis soll in einer Studie ,Nordwest‘ niedergelegt werden.“ In ihrer Antwort vom 30. Dezember legten Kriegsmarine und Luftwaffe dar, dass zunächst die Royal Navy ausgeschaltet werden müsse, was gegenwärtig nicht möglich sei, und dass auf Grund der begrenzten Reichweite der eigenen Flugzeuge eine Luftunterstützung für eine Landung in England von Deutschland aus nicht möglich sei.

### Ernsthafte Vorbereitungen
Mit dem erfolgreichen Verlauf des Westfeldzuges im Mai 1940 begann die Kriegsmarine wieder mit den Planungen für eine Invasion Englands. Am 27. Mai lag eine neue Studie vor, die sich auch auf die Studie „Nordwest“ des Heeres vom Dezember 1939 bezog, und nun alle Häfen von der französischen Kanalküste bis zum im April 1940 besetzten Dänemark als Basis für eine Invasionsflotte einbezog. Am 31. Mai begann die Kriegsmarine mit den Arbeiten für den Aufbau einer Landungsflotte. Hierfür wurden in den nächsten Wochen alle Seefahrzeuge erfasst, die für eine Landung in England brauchbar schienen. Bis zum 7. Juni war eine Studie erstellt, in der die navigatorischen Bedingungen in den britischen Küstengewässern, der Zustand jedes englischen Hafens im möglichen Landungsraum und die Abschnitte für Landemöglichkeiten an offener Küste dargestellt wurden.
Mit dem militärischen Zusammenbruch Frankreichs im Juni 1940 und dem folgenden Waffenstillstand, der am 25. Juni in Kraft trat, musste eine Entscheidung über den weiteren Kriegsverlauf mit Großbritannien als dem einzigen verbliebenen Gegner Deutschlands fallen.
Auch das Heer begann Anfang Juni wieder mit Planungen für eine Invasion Englands. In der Folge wurden verschiedene Arbeitsbesprechungen zur Thematik „Landung in England“ in den Führungsebenen der Wehrmacht abgehalten. Am 13. Juli hielt Halder in seiner Funktion als Generalstabschef des Heeres vor Adolf Hitler und in Anwesenheit des Oberkommandierenden des Heeres, von Brauchitsch, einen Vortrag über die Vorüberlegungen des Heeres für eine mögliche Invasion. Im Anschluss an den Vortrag befahl Hitler den beiden Generalen, unverzüglich mit den praktischen Vorbereitungen zu beginnen.

## Unternehmen Seelöwe

### Vorbereitung der Landung
Am 16. Juli 1940 erteilte Hitler die „Weisung Nr. 16 über die Vorbereitung einer Landungsoperation gegen England“. Darin heißt es:

„Da England, trotz seiner militärisch aussichtslosen Lage, noch keine Anzeichen einer Verständigungsbereitschaft zu erkennen gibt, habe ich mich entschlossen, eine Landungsoperation gegen England vorzubereiten und, wenn nötig, durchzuführen.“

Bewusst verkannt wurde dabei, dass in Großbritannien unmittelbar nach der Niederlage von Dünkirchen umfangreiche Vorbereitungen für die Abwehr einer Invasion eingeleitet wurden. (→ Britische Anti-Invasions-Vorbereitungen im Zweiten Weltkrieg)
Die Planungen von Heer und Kriegsmarine wichen bezüglich Ort und Zeitpunkt der Invasion und den jeweiligen Zuständigkeiten voneinander ab. Aufgabe der Luftwaffe – und Voraussetzung für die Invasion – war nach Ansicht der Marine in jedem Fall die Erringung der totalen Luftüberlegenheit über dem Invasionsraum sowie die operative Unterstützung von Heer und Marine.
Das deutsche Heer wollte an möglichst vielen Stellen landen und Großbritannien auf breiter Front angreifen.

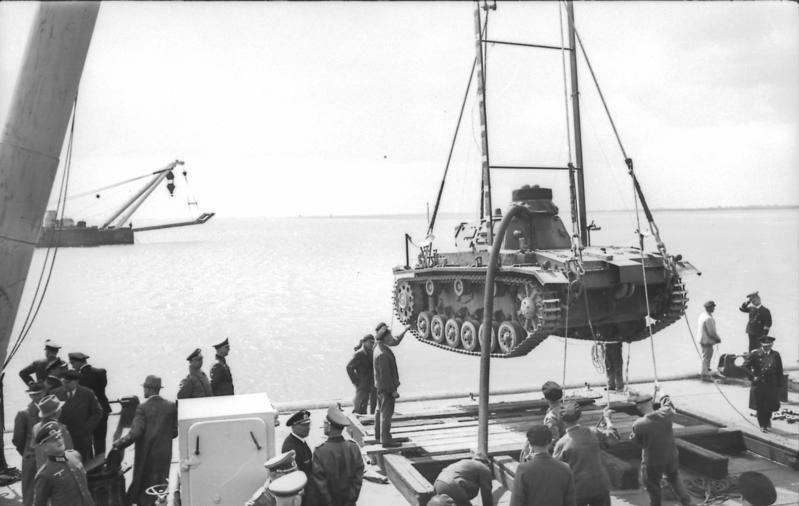
Deutsche Truppen bei einer Verladeübung mit einem amphibisch modifizierten Panzerkampfwagen III

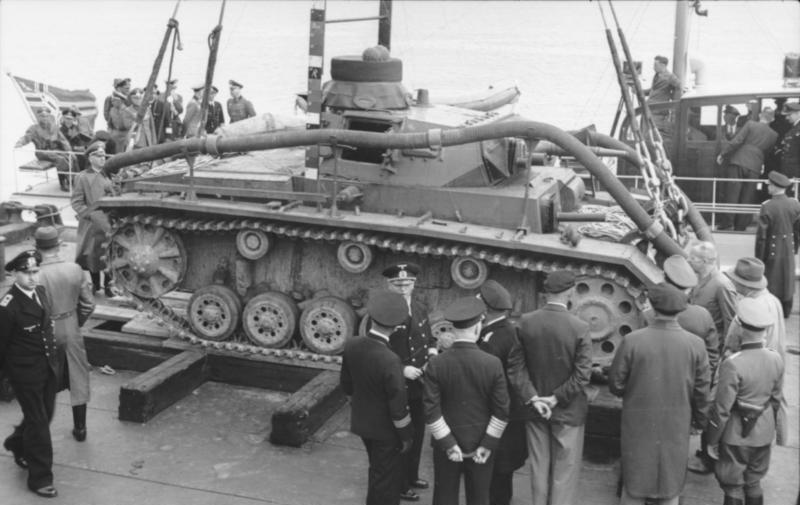
Verladen eines Tauchpanzers III

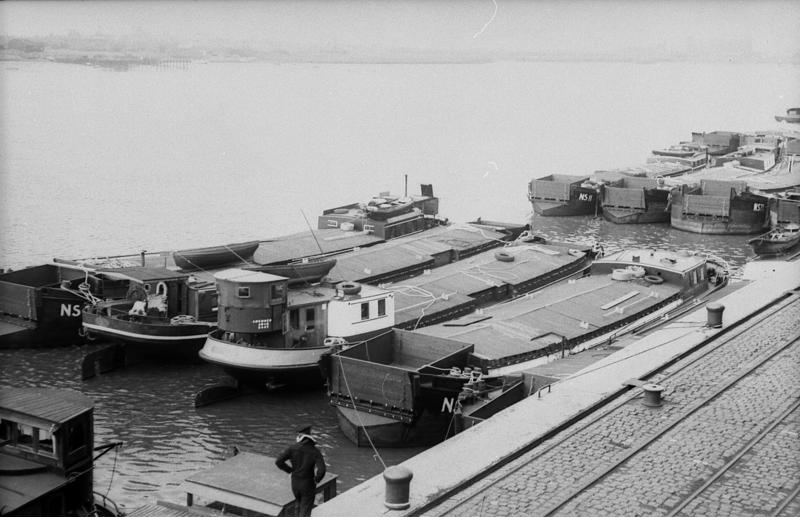
Für das „Unternehmen Seelöwe“ wurden Flusskähne provisorisch zu Landungsbooten umgerüstet und mit Bugklappen ausgestattet

Die Kriegsmarine wollte hingegen nur auf einem schmalen Korridor in der Straße von Dover landen, da sie selbst bei totaler Luftüberlegenheit zu schwach war, mehrere Landungsoperationen vor der überlegenen Royal Navy zu schützen. Nach den Plänen der Marine sollte der Korridor links und rechts durch Minensperren und U-Boote geschützt werden.
Daraufhin griff Hitler ein und entschied sich für den folgenden Plan, der jedoch weder die Marine noch das Heer zufriedenstellte:
- die 9. Armee wird in den Häfen Le Havre und Boulogne eingeschifft und landet im Gebiet zwischen Bognor Regis und Eastbourne,
- die 16. Armee wird  in den Häfen Calais, Dünkirchen, Ostende, Antwerpen und Rotterdam eingeschifft und landet im Gebiet zwischen Eastbourne und Dover.  Beide Armeen stehen unter dem Oberbefehl von Generalfeldmarschall Gerd von Rundstedt,
- Die 6. Armee wird in Cherbourg in Reserve gehalten und steht unter dem Oberbefehl von Generalfeldmarschall Wilhelm Ritter von Leeb.

Am 25. Juli berechnete die Marine den Bedarf an Seefahrzeugen wie folgt:
- 155 Frachter (etwa 700.000 BRT)
- 1.722 Kähne
- 471 Schlepper
- 1.161 Motorboote

Diese Zahlenangaben beinhalteten bereits eine Reserve von 10 % für Verluste aller Art (Feindeinwirkung, Havarien etc.).
Zur Täuschung der britischen Verteidigung wurde darüber hinaus noch eine Scheinlandung im Norden Großbritanniens vorbereitet (Operation Herbstreise).
Als frühesten Landetermin meldete die Kriegsmarine am 22. Juli den Zeitraum Mitte August. Dieser Termin setzte aber die Erlangung der totalen Luftherrschaft voraus. Laut Kriegstagebuch des OKW vom 1. August 1940 teilte das Oberkommando der Kriegsmarine ferner mit, dass das Minenlegen und Minenräumen nicht vor dem 13. September beendet sein könnte.
Die Vorbereitungen für die Landung in England konnten erst Mitte September 1940 abgeschlossen werden. Dies lag hauptsächlich am zeitaufwändigen Umbau von rund 2000 Kähnen zu Landungsbooten.
Anfang September begann die Verlegung der Landungsflotte in ihre vorgesehenen Landungshäfen. Obwohl in der Folge einige Schiffe durch Luftangriffe der Royal Air Force verloren gingen, waren immer noch genug für den Transport der Landungsflotte vorhanden.
Der Bestand betrug am 19. September 1940:
- 168 Frachter
- 1975 Kähne
- 100 Küstenmotorschiffe
- 420 Schlepper
- 1.600 Motorboote[11]

### Politische Manöver
Hitler zeigte keine große Begeisterung für eine Landung in England, was sich schon an der Formulierung in der Weisung Nr. 16 erkennen lässt, nämlich eine Landung nur „wenn nötig durchzuführen“. Zudem wies ihn der Chef der Kriegsmarine, Erich Raeder, beständig auf die Risiken und Schwierigkeiten einer Landung hin. Eine „Verständigungsbereitschaft“ Englands war Hitler offensichtlich lieber als eine Landung. So machte er England am 19. Juli während einer Rede vor dem Reichstag in Berlin ein Friedensangebot, auf das die Regierung in London jedoch nicht einging. Darauf reagierte Hitler am 2. August mit der „Weisung Nr. 17 für die Führung des Luft- und Seekrieges gegen England“. Anstatt nun alle Vorbereitungen auf die Invasion zu konzentrieren, beabsichtigte er mit dieser sowohl die Unterstützung der Landung im Vorfeld, indem er verlangte „die englische Luftwaffe möglichst bald niederzukämpfen“, als auch die Durchführung eines reinen Wirtschaftskriegs. So sollten die „Luftrüstungsindustrie“ und die „Lebensmittelbevorratung“ Englands angegriffen werden. Zugunsten der beiden vorgenannten Ziele sollten sogar Luftangriffe gegen feindliche Kriegsschiffe zurücktreten. Dieser Zusatz widersprach somit der ebenfalls in der Weisung Nr. 17 geäußerten Absicht der Vorbereitung der Landung in England.
Im letzten Punkt der Weisung Nr. 17 schrieb Hitler: „Terrorangriffe als Vergeltung behalte ich mir vor.“ Hitler befahl am 5. September 1940, die Luftwaffe solle von nun an vor allem britische Städte bei Tag und Nacht angreifen – auch London.
Der Tagangriff am 7. September gilt als Beginn des London Blitz. 300 Bomber mit 600 Begleitjägern warfen Bomben vorwiegend auf die Docks von London und auf das East End. Rund 180 Bomber flogen einen Nachtangriff. Insgesamt starben 436 Menschen und 1500 wurden verletzt.
Schnell entwickelte sich dieser Luftkrieg, der als Luftschlacht um England in die Geschichtsbücher einging, zu reinen Bombardements von Städten ohne jeden Zusammenhang mit dem Unternehmen Seelöwe. Die Luftwaffe erlitt bei den Angriffen hohe Verluste und konnten die angestrebte Luftherrschaft nicht erringen. Ebenso wenig erfüllte sich Hitlers Hoffnung, durch Bombenangriffe auf Städte – insbesondere auf London – die Moral der britischen Bevölkerung und der Regierung Churchill zu brechen und somit eine Bereitschaft zum Friedensschluss zu erreichen.
Großadmiral Raeder schrieb in seinen Lebenserinnerungen: „Die Umstellung der Angriffe der Luftwaffe war von Hitler gebilligt worden. Es war zu erkennen, daß er ebenso wie Göring die Hoffnung hegte, durch die Angriffe auf London zum Erfolg zu kommen, ohne das Risiko einer Invasion einzugehen. Ich hielt es für aussichtslos, ihn von dieser Einstellung abzubringen. Ich hätte ihm dann raten müssen, stattdessen die Operation ‚Seelöwe‘ durchzuführen, an deren Gelingen ich von vornherein zweifelte…“
In Vorbereitung auf die Landung in England wurden die in Libyen stehenden Italiener um den 10. August herum aufgefordert, Ägypten anzugreifen, um britische Truppen dort für den Fall der Invasion Englands zu binden.
In seinen Lebenserinnerungen schrieb Raeder über ein Gespräch mit Hitler am 13. August: „Ich wies erneut darauf hin, daß die Operation ‚Seelöwe‘ nur als letzter Ausweg in Frage kommt, wenn England auf keinem anderen Wege friedensbereit gemacht werden könne. Hitler stimmte meiner Auffassung zu, wollte aber mit dem Oberbefehlshaber des Heeres [gemeint ist Walther von Brauchitsch] noch einmal sprechen.“
In einem letzten Versuch, ohne eine Invasion einen Frieden zu schließen, begann Hitler Anfang September 1940 geheime Verhandlungen mit Großbritannien. Diese wurden über Zwischenhändler in Schweden geführt. Sie endeten am 19. September 1940 in einer geheimen offiziellen Stellungnahme der britischen Regierung mit für Hitler unannehmbaren Bedingungen, u. a. der Räumung der von Deutschland besetzten Länder.
Zu dieser Zeit kam eine vom War Cabinet der politischen Militärführung Großbritanniens unter dem Vorsitz des Premierministers Winston Churchill in Auftrag gegebene Studie zu dem Schluss, dass die Royal Navy als entscheidende Waffe gegen eine deutsche Invasion die Eroberung Großbritanniens durch die Wehrmacht nicht würde verhindern können.

### Verschiebung auf das Frühjahr 1941
Für eine Durchführung der Landung Ende September 1940 hätte Hitler den Befehl bereits Mitte September geben müssen. Grund hierfür war der Umstand, dass vom 20. bis 25. September wegen der dann mondhellen Nächte bestes Operationswetter herrschen würde. Ein früherer Zeitpunkt wäre aufgrund des logistischen Aufwands („vom Befehl bis zur endgültigen Durchführung“) nicht realistisch gewesen. Bedingt durch eine Verschlechterung des Wetters und die immer kürzer werdenden Tage war die Durchführung nach dem 25. September nicht mehr ratsam. Hitler verschob daher am 15. Oktober das Unternehmen Seelöwe auf das Frühjahr 1941.
Dem General der Flieger Kurt Student, der die Luftlandetruppen befehligte, die beim Unternehmen Seelöwe an Fallschirmen und mit Lastenseglern in der ersten Welle und später mit Transportflugzeugen in England landen sollten, teilte Hermann Göring, der Oberbefehlshaber der Luftwaffe, am 2. September 1940 mit: „Der Führer will gar nicht nach England, Student!“ Student: „Und warum nicht?“ Als Antwort zuckte Göring mit den Schultern.
Am 18. Dezember 1940 gab Hitler mit der Weisung Nr. 21 den Befehl zur Vorbereitung des Angriffs auf die Sowjetunion, die bis zum 15. Mai 1941 abgeschlossen sein sollte. Obwohl die Vorbereitungen für das Unternehmen Seelöwe weiterliefen (wenngleich seit dem vorangegangenen Herbst immer mehr eingeplante Truppen und Material für andere Aufgaben abgezogen wurden), war eine Invasion Englands damit auch für 1941 ausgeschlossen.
Am 14. Dezember 1941 wurde vom Oberkommando der Wehrmacht der Bau des Atlantikwalls befohlen, der eine Invasion der Briten und Amerikaner in West- und Nordeuropa verhindern sollte.
Endgültig aufgegeben wurde die Operation Seelöwe nie. Der letzte Befehl zur offiziell weiterhin geplanten Landung in England wurde von der Kriegsmarine am 5. Februar 1944 gegeben: „Die Fertigungen (und nur die) für die Vorbereitungen für Seelöwe sind bis auf weiteres stillzulegen.“

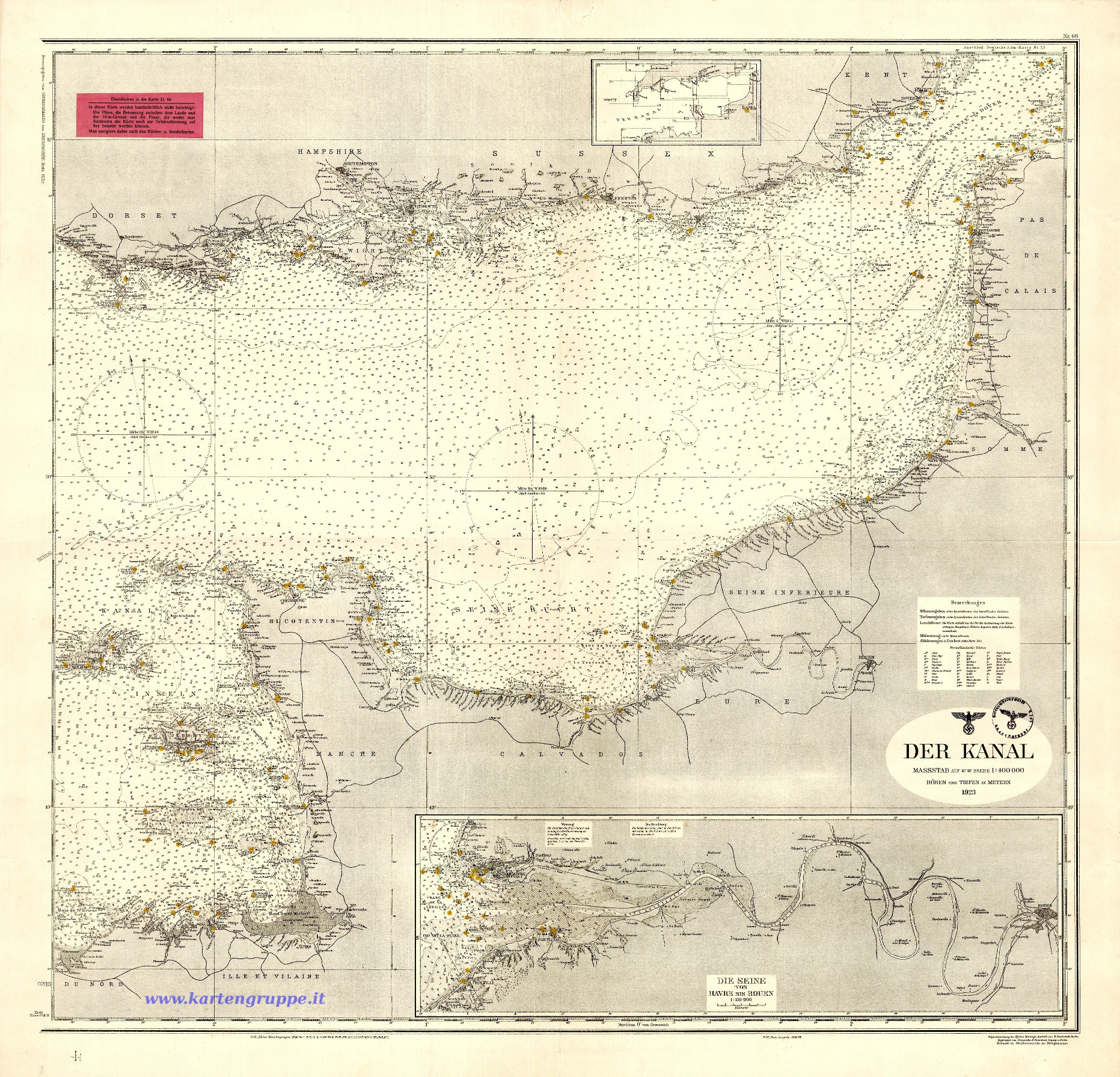
Der Kanal, Deutsche Admiralitätskarte 66, Oberkommando der Kriegsmarine 1943